# Pterocactus

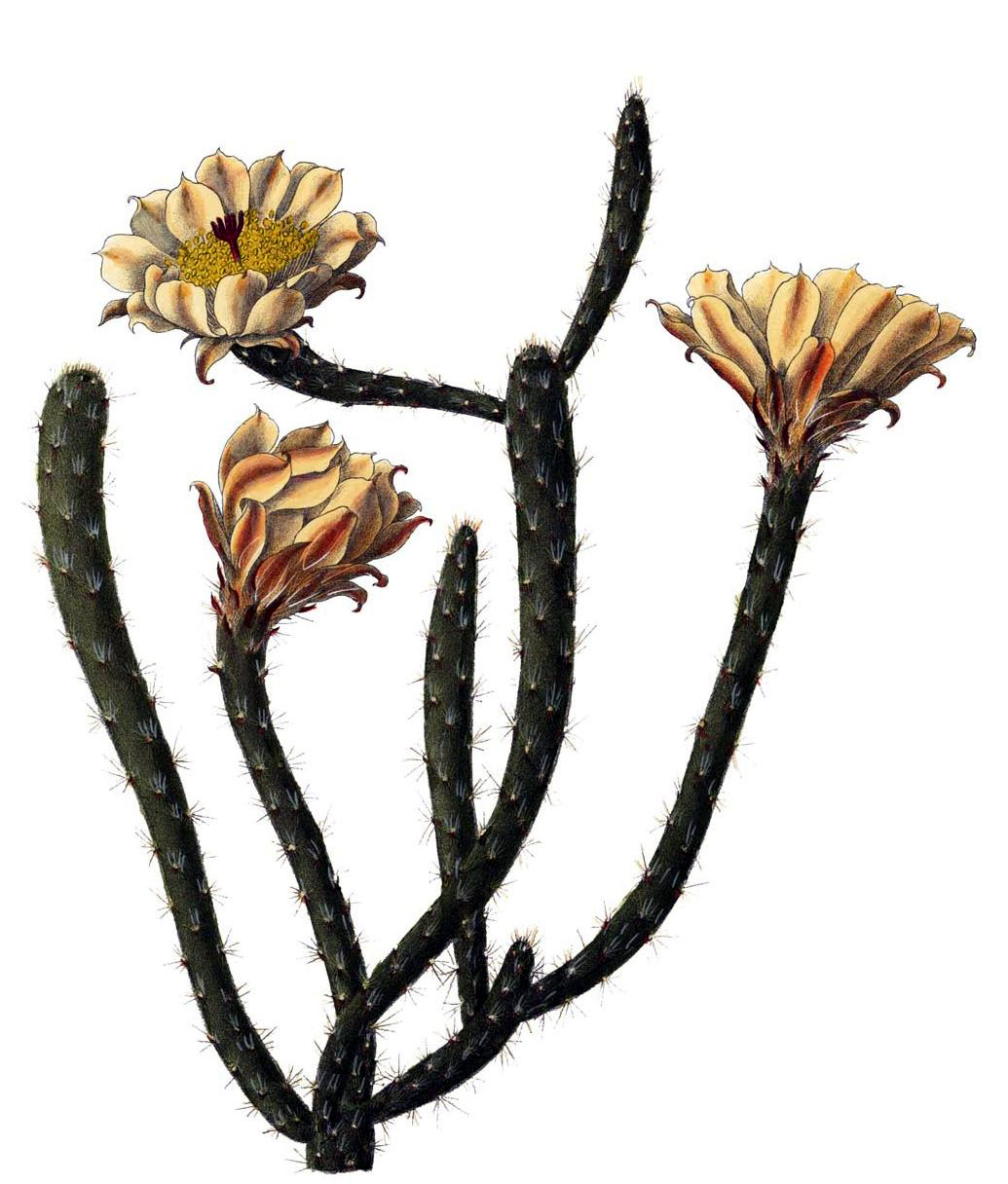
Illustration von Pterocactus tuberosus in Blühende Kakteen

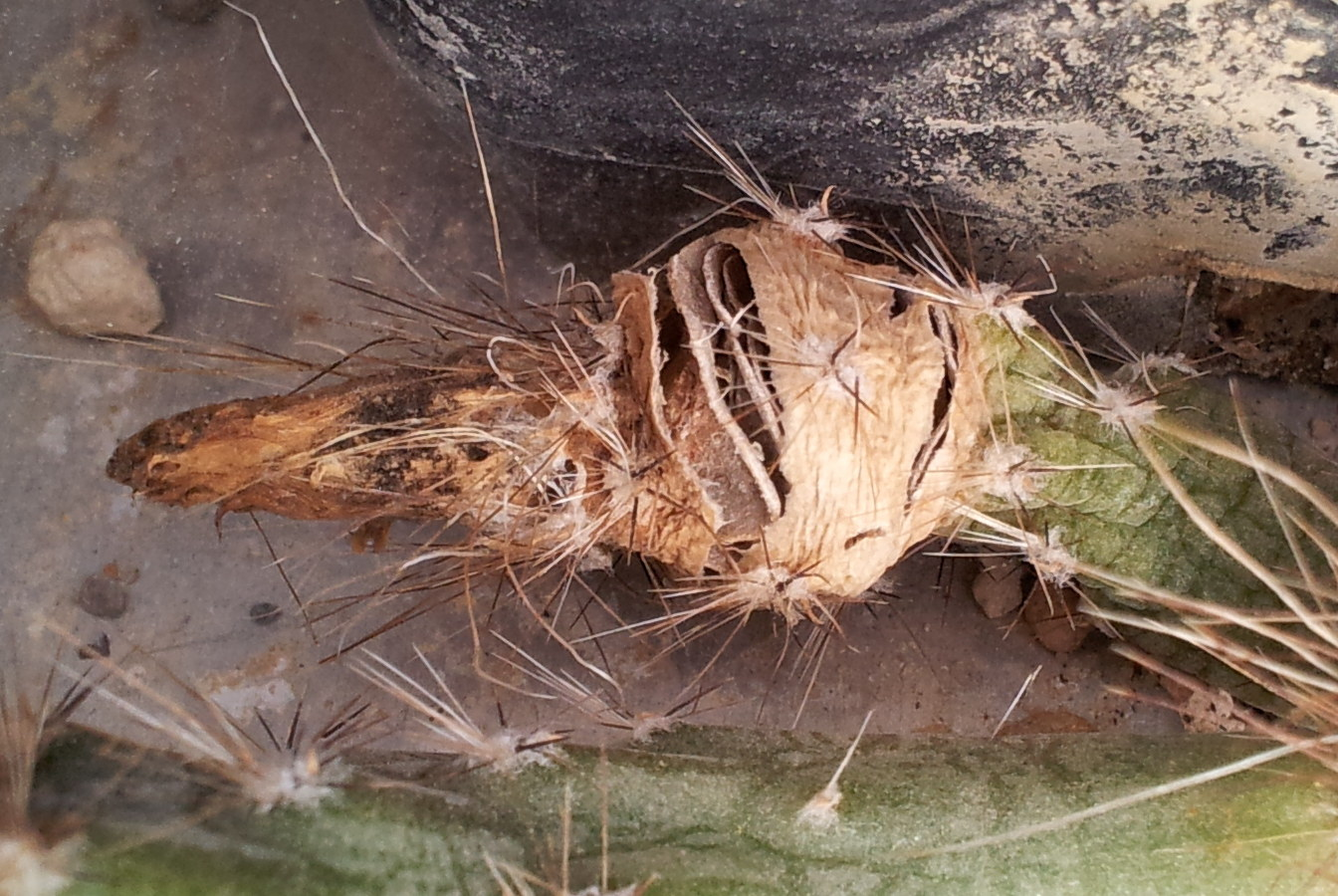
Sich öffnende Frucht einer Pterocactus-Art

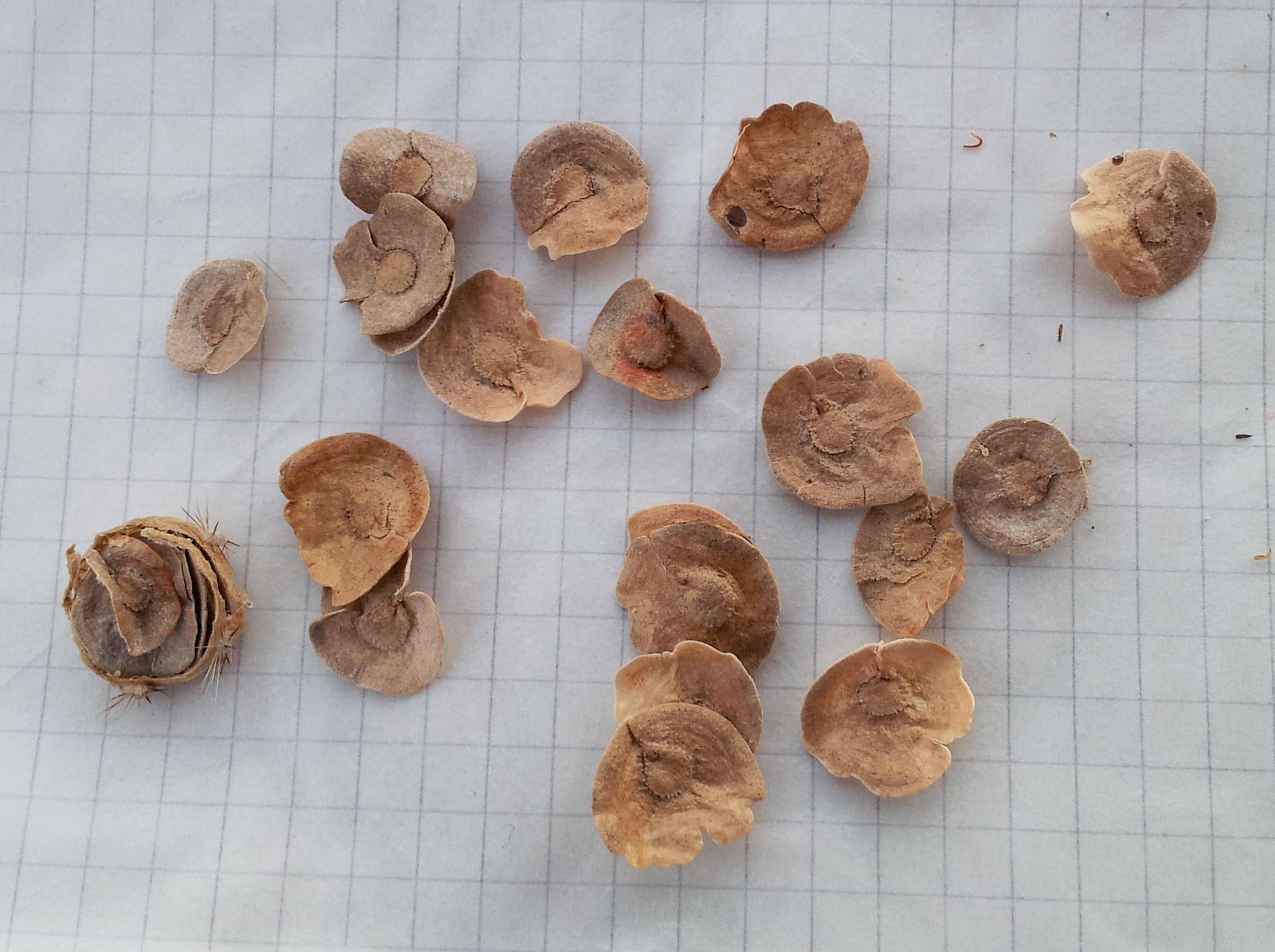
Samen einer Pterocactus-Art

Pterocactus ist eine Pflanzengattung in der Familie der Kakteengewächse (Cactaceae). Sie ist die einzige Gattung in der Tribus Pterocacteae in der Unterfamilie Opuntioideae. Ihr botanischer Name leite sich vom griechischen Substantiv „πτερόν“ („ptero“) für „Flügel“ ab und bezieht sich auf die geflügelten Samen, die in der Gattung typisch und innerhalb der Kakteengewächse einmalig sind.

## Beschreibung
Die zwergigen, sukkulenten Pflanzen der Gattung wachsen zu großen Teilen unterirdisch als Geophyten. Die knolligen Wurzeln bilden einen oder mehrere unterirdische Triebe aus, die oft mit dünnen, halsartigen Einschnürungen versehen sind. Diese unterirdischen Trieben verzweigen sich kurz unter der Oberfläche und bilden kurzlebige oberirdische Triebe aus. Die kleinen, kugelig bis keuligen oder zylindrischen Triebsegmente sind grün bis braun oder purpurn gefärbt und werden bis 10 Zentimeter lang und bis 2 Zentimeter im Durchmesser. Sie besitzen oft eine papillate Oberfläche. Die kleinen und pfriemlichen Blattrudimente fallen schnell ab. Die wenigen, nadelig, pfriemlich oder papierartigen Dornen sitzen zusammen mit den Glochiden auf den Areolen. Die endständigen und einzeln erscheinenden Blüten sind in die Spitze der Triebe eingesenkt. Sie sind meist gelb oder rötlich und haben einen Durchmesser von etwa 3 bis 5 Zentimeter. Das leicht gehöckerte Perikarpell ist mit Büscheln von kleinen Dornen besetzt, die Staubblätter sind berührungsempfindlich.
Die trockenen Früchte sind an der Spitze nabelartig eingesenkt und reißen nahe der Spitze deckelartig auf. Die geflügelte Samen ist mehr oder weniger kreisrund, hell beige und papierartig. Der Arillus ist als breiter Flügel ausgebildet.

## Systematik und Verbreitung
Die Arten der Gattung sind in ganz Argentinien verbreitet und kommen auch in Süd-Chile vor. Das Hauptverbreitungsgebiet liegt im Süden und Westen von Patagonien.
Die Erstbeschreibung wurde 1887 von Karl Moritz Schumann veröffentlicht. Als Typusart wählte er Pterocactus kuntzei. Aufgrund morphologischer Besonderheiten stellte sie Alexander Borissovitch Doweld 1999 als einzige Gattung in die von ihm geschaffene Tribus Pterocacteae. Die taxonomische Stellung der Gattung Pterocactus innerhalb der Unterfamilie Opuntioideae ist unumstritten. Molekulargenetische Untersuchungen zeigen, dass die Gattung monophyletisch ist.

### Systematik nach N.Korotkova et al. (2021)
Die Gattung umfasst folgenden Arten:
- Pterocactus araucanus A.Cast.
- Pterocactus australis (F.A.C.Weber) Backeb.
- Pterocactus fischeri Britton & Rose
- Pterocactus gonjianii R.Kiesling
- Pterocactus hickenii Britton & Rose
- Pterocactus megliolii R.Kiesling
- Pterocactus neuquensis R.Kiesling[5]
- Pterocactus reticulatus R.Kiesling
- Pterocactus tuberosus (Pfeiff.) Britton & Rose
- Pterocactus valentini Speg.

### Systematik nach Anderson/Eggli (2005)
Zur Gattung gehören die folgenden Arten:
- Pterocactus araucanus A.Cast
- Pterocactus australis (F.A.C.Weber) Backeb.
- Pterocactus fischeri Britton & Rose
- Pterocactus gonjianii R.Kiesling
- Pterocactus hickenii Britton & Rose
- Pterocactus megliolii R.Kiesling
- Pterocactus reticulatus R.Kiesling
- Pterocactus tuberosus (Pfeiff.) Britton & Rose
- Pterocactus valentinii Speg.

## Nachweise

## Weiterführende Literatur
- A. Faigón, B. G. Galati, S. Rosenfeldt, R. Kiesling: Epidermal Characters of Pterocactus (Opuntioideae, Cactaceae). In: Haseltonia. Band 16, 2011, S. 57–66 (doi:10.2985/1070-0048-16.1.57).